# Gustav Nachtigal (Schiff)
Die Gustav Nachtigal war ein in Belgien für eine polnische Reederei gebautes, aber nicht fertiggestelltes Kühlschiff, das von der deutschen Kriegsmarine im Zweiten Weltkrieg konfisziert und zum Schnellbootbegleitschiff umgebaut wurde.

## Schicksal
Das Schiff wurde auf der Werft John Cockerill S.A. in Hoboken (Antwerpen) gebaut und lief dort am 8. Mai 1940, zwei Tage vor dem Angriff der deutschen Wehrmacht auf die Niederlande, Belgien und Luxemburg, vom Stapel. Es sollte als Motorfruchtschiff unter dem Namen Lewant II fahren. Das Schiff war 114 m lang und 14,7 m breit und hatte einen Tiefgang von 6,01 m. Ein 3800-PS Dieselmotor von Burmeister & Wain und zwei Schrauben erlaubten eine Höchstgeschwindigkeit von 17 Knoten.
Das noch unfertige Schiff wurde, ebenso wie das Schwesterschiff, die spätere Hermann von Wißmann, nach der Besetzung von Antwerpen im Mai 1940 auf der Werft von der Wehrmacht beschlagnahmt. Vor allem wegen des Mangels an Kupfer fiel eine endgültige Entscheidung zum Weiterbau und der Verwendung der beiden Schiffe aber erst nahezu zwei Jahre später, Ende April 1942. Das Schiff wurde als S-Boot-Begleiter fertiggebaut. Seine Bewaffnung bestand aus drei 10,5-cm-Schnellladekanonen, drei 3,7-cm-Zwillings-Flak und fünf 2-cm-Zwillings-Flak. Die Wasserverdrängung betrug 3100 t (Standard) bzw. 3700 t (maximal). Der Fahrbereich betrug 10.000 Seemeilen bei einer Marschgeschwindigkeit von 15 Knoten. Die Stammbesatzung zählte rund 225 Mann.
Die Kriegsmarine benannte das Schiff nach dem Afrikaforscher und einstigen Reichskommissar für Deutsch-Westafrika Gustav Nachtigal (1823–1885) und stellte es am 13. Mai 1944 unter dem Befehl von Korvettenkapitän d. R. Bohm in Dienst. Bereits einen Monat später, am 15. Juni 1944, wurde es etwa 10 km nördlich der niederländischen Insel Schiermonnikoog bei einem Angriff britischer Beaufighter-Torpedobomber des RAF Coastal Command auf einen deutschen Geleitzug durch zwei Lufttorpedos versenkt. Das Achterschiff knickte vom Rest des Rumpfes ab und sank auf den Meeresgrund. Das Vorschiff war zunächst noch schwimmfähig, doch das an Bord befindliche Sicherungspersonal konnte den vollständigen Untergang aufgrund schwerer Schäden nicht mehr aufhalten. Dem gleichen Angriff fielen auch der Frachter Amerskerk (7900 BRT) und das Minensuchboot M 103 zum Opfer.